# 落石岬
落石岬（おちいしみさき）は、北海道根室市の根室半島の付け根に位置し、太平洋に突き出た岬。

## 概要
1643年（寛永2年）、オランダの探検家フリースが根室を訪れた際、落石岬を見て「マンスホーフト（人頭）岬」と名付け世界に紹介した。
落石岬の海岸線は高さ約50mの断崖絶壁になっているが、岬の内陸部は平坦な台地になっており、アカエゾマツ純林の落石岬湿原が広がる風光明媚な場所である。岬の先端まで散策道が整備されている。周辺は別名ミズゴケ湿原ともいわれる。1930年（昭和5年）に樺太やカムチャツカ半島にみられるサカイツツジが落石岬湿原で発見された。その南限自生地として、国の特別天然記念物に指定されている（見頃は6月頃）。
北海道の最東端に近いため、太平洋を航行する船舶にとって大きな目印で、落石岬灯台が設置されている（日本の灯台50選）。1890年（明治23年）に落石埼灯台として建設されもので、これは北海道では10番目の灯台である。1977年（昭和52年）より無人化されている。
1994年（平成6年）には、気象観測や大気の採取・分離・測定などを行う国立環境研究所地球環境研究センター落石岬ステーションが建設された。1995年（平成7年）10月より地球温暖化に関連するとされる二酸化炭素の濃度や大気微量成分を観測しデータを公開している。
岬内は環境保全地域になっているため車両の乗り入れが禁止になっており、車止めに駐車して、2km程度の木道を歩くことになる。

### 地名の由来
岬付近のアイヌ語地名「オㇰチㇱ（ok-chis）」（うなじ・中くぼみ）に由来する。これは、岬の地付け根の部分が低く細くなって繋がっていることに由来し、高く突き出た岬を頭首、低く細くなっている付け根を頸部に見立てた命名である。

## 落石無線電報局「JOC」
1908年（明治41年）12月26日、逓信省の落石無線電信局（呼出符号JOI [Japan OtchIsi]）が船舶局との公衆通信（電報）を取扱うために開業した。その初代電信所の位置は落石岬の南西端（落石岬灯台から南西へ約1.6km）である。特に、北米航路を航行する日本船籍の商船にとっては、日本と電報を交換し、また航行情報を伝え、西部北太平洋を守る最重要海岸局となった。
1913年（大正2年）1月1日、長崎県の大瀬崎無線電信局JOSの末尾S（モールス符号で「・・・」）と落石無線電信局JOIの末尾I（モールス符号で「・・」）が短点で1つしか違わず紛らわしいため、JOC [Japan OtChisi]に変更された。
1915年（大正4年）6月15日には、落石無線電信局JOCとロシア（カムチャツカ半島）のペトロパブロフスク局間で公衆通信の取扱いを開始したが、これが日本で最初の外国電報サービスだった。1916年（大正5年）1月10日、ハワイのカフク局との（当時としては）超遠距離となる通信実験にも成功している。
1919年（大正8年）9月12日、北千島の幌筵（ほろむしろ）無線電信局JHJが置かれ、落石無線電信局JOCとの公衆通信の取扱いがはじまった。幌筵無線電信局JHJは夏季の鱒漁シーズン（4～9月）に限定して通信拠点として開設され、無線通信士は主に落石局から派遣（出張）された。
1923年（大正12年）12月21日、無線電信局を距離を離した送信所と受信所に分けて、二重通信方式（同時送受信）とした。送信所は岬先端にあった旧電信局から北東へ2km程の場所に移転させ、また受信所は根室市桂木（光洋町）とした。1925年（大正14年）9月15日にサンフランシスコに向けて横浜港を出た春洋丸に乗船している逓信省の伊藤豊技師と長津定通信書記が持ち込んだ短波受信機に向けて、日本ではまだ黎明期にあった短波の試験送信を行ったのも、ここ落石無線電信局JOCである。短波の実験施設としては東京無線電信局（岩槻受信所建設現場）のJ1AA、逓信官吏練習所無線実験室のJ1PPに次ぐ三番目である。
1931年（昭和6年）にはチャールズ・リンドバーグの北太平洋横断飛行の際に交信を行っている。
1960年代までは、落石無線電報局JOCから発せられたモールス信号を、日本から最も近い海域を航行中の船舶が受信。それが数隻の僚船を経由して、はるか地球の裏側を航行する船舶にも、日本の最新ニュースや、会社からの指示が伝えられたものだという。
1966年（昭和41年）、札幌中央電報局に統合された。
落石岬入口付近にはた落石無線局跡の碑がある。

## アクセス
- JR根室本線 落石駅から車止めまで徒歩で約60分。